# Valuengo
Valuengo es una pedanía de Jerez de los Caballeros, perteneciente a la provincia de Badajoz (comunidad autónoma de Extremadura)

## Situación
Se sitúa al sur de Jerez de los Caballeros por la carretera N-435, junto a la desembocadura del arroyo Brovales en el río Ardila. Pertenece a la comarca de Sierra Suroeste y al Partido judicial de Jerez de los Caballeros.

## Historia
Este pueblo se fundó a mediados del siglo XX, como poblado de colonización dentro del Plan Badajoz, adjudicando el Instituto Nacional de Colonización a sus nuevos habitantes una parcela y una casa. La construcción del embalse de Valuengo, que recoge las aguas del río Ardila, posibilitó el riego de las parcelas.

## Patrimonio
- Iglesia parroquial católica bajo la advocación de San Juan Bautista, en la Archidiócesis de Mérida-Badajoz.[2]
- Mina de San Joaquín Valuengo.[3]